# گل‌آباد (چاه احمد)
گل‌آباد یا موتورتاج محمد روستایی در دهستان چاه احمد بخش نازیل شهرستان تفتان استان سیستان و بلوچستان ایران است.

## جمعیت
بر پایه سرشماری عمومی نفوس و مسکن در سال ۱۳۹۵ جمعیت این روستا ۳۰ نفر (۱۰خانوار) بوده‌است.